# Associação Brasileira de Produtoras Independentes de Televisão
Brasil Audiovisual Independente (BRAVI), fundada em junho de 1999 no Rio de Janeiro, é uma entidade do setor audiovisual no Brasil. O título da associação deve-se ao entendimento de que o escopo de atividades da produção audiovisual independente no Brasil e no mundo hoje atua em múltiplas telas e plataformas, tendo como possibilidades a produção para mobile, web e vídeo on demand, além dos canais de televisão aberta ou por assinatura e para cinema. Os mais de 600 associados, presentes nas cinco regiões do país, possuem um portfólio de produção bem diversificado. A razão social, contudo, continua sendo Associação Brasileira de Produtoras Independentes de Televisão.
A entidade é atualmente presidida por Mauro Garcia, profissional que dirige a associação desde setembro de 2012 e que possui mais de 30 anos de experiência na área audiovisual, tendo atuado como diretor de programação e projetos especiais da TV Cultura de São Paulo entre 2001 e 2011, criador e diretor de conteúdo da TV Rá Tim Bum, primeiro canal infantil brasileiro da TV por assinatura, diretor-presidente da TVE Brasil (1998 – 2001) e presidente da associação brasileira das emissoras públicas e culturais (1999 a 2000).
Com objetivo de auxiliar no desenvolvimento e fortalecimento da política pública audiovisual e nas articulações regionais com vistas a ampliar programas de capacitação, demandas regionais, a BRAVI conta com a atuação e supervisão de um Conselho Federal e um Conselho Fiscal, além representações regionais como organismos complementares aos conselhos.
Por meio da parceria firmada com a Agência Brasileira de Promoção de Exportações e Investimentos (Apex-Brasil) e o Ministério da Cultura a BRAVI criou em 2004 o Projeto Setorial Integrado de Exportação Brazilian TV Producers, dirigido à promoção e internacionalização do setor audiovisual independente brasileiro.
A entidade também realiza com enorme sucesso o RioContentMarket, evento internacional sobre produção de conteúdo multiplataforma aberto à indústria de televisão e mídias digitais. Durante os três dias de exposição de conteúdo e atividades de Warm Up, são realizados painéis em diversas salas simultâneas de programação que contam com amplos espaços de networking, áreas de exposições e salas privativas para patrocinadores e expositores. Maior evento do mercado audiovisual para a América Latina volta em 2017, em sua 7ª edição, com data já marcada para 08 a 10 de março.
Em 2014 o Conselho Federal da Brasil Audiovisual Independente (BRAVI) entendeu que era chegada a hora de criar uma entidade ligada à associação inteiramente dedicada a absorver os programas de capacitação, as pesquisas de mercado e os acordos de cooperação com outros institutos no mundo. Nasceu então o Instituto de Conteúdos Audiovisuais Brasileiros (ICAB). Com a iniciativa, garantiu-se a excelência nas ações de capacitação para que Brasil Audiovisual Independente (BRAVI) se mantivesse concentrada nas atividades institucionais, sua vocação primária, representando à altura os anseios de seus associados e zelando pelo permanente crescimento do setor audiovisual.
Através desses e de outros projetos de capacitação, de ações institucionais e de parcerias sólidas, com respaldo do governo federal, estadual e municipal e demais instituições audiovisuais, a BRAVI é hoje uma das maiores e mais atuantes associações do segmento audiovisual do Brasil.

## Objetivos
- Auxiliar no desenvolvimento do mercado audiovisual brasileiro
- Representar o setor em diversos fóruns de debates audiovisuais
- Estimular a produção e novos modelos de negócio
- Analisar e estimular a utilização da legislação do setor, participando ativamente de suas regulamentações e alterações
- Oferecer capacitação ao produtor
- Apoiar a atuação do produtor brasileiro no mercado internacional